# Bộ Y tế (Lào)
Bộ Y tế là bộ của chính phủ chịu trách nhiệm về quản lý và hướng dẫn y tế ở Lào.